# Alphonse Gomis
Alphonse Gomis (ur. 14 października 1965) – senegalski narciarz alpejski, uczestnik Zimowych Igrzysk Olimpijskich 1992 w Albertville – jedyną konkurencją którą tam ukończył, z pięciu w których brał udział był slalom gigant, w którym uplasował się na 74. pozycji. Wziął też udział w kilku konkursach Pucharze Świata w narciarstwie alpejskim w sezonach 1992/1993 i 1993/1994 – najwyższe miejsce zajął 5 grudnia 1992 w supergigancie w Val d’Isère, gdzie był 62.

## Wyniki olimpijskie
| Igrzyska         | Konkurencja   | Czas    | Wynik |
| ---------------- | ------------- | ------- | ----- |
| Albertville 1992 | Zjazd         | –       | DNF   |
| Albertville 1992 | Supergigant   | –       | DNF   |
| Albertville 1992 | Slalom gigant | 2:48.08 | 74.   |
| Albertville 1992 | Slalom        | –       | DNF   |
| Albertville 1992 | Kombinacja    | –       | DNF   |